# XX Torneo internacional de España de balonmano femenino
El XX Torneo Internacional de España de balonmano femenino de 2016, tiene lugar en Elda, perteneciente a la Comunidad Valenciana, dentro de esta, a la provincia de Alicante, entre los días 25 y 27 de noviembre de 2016. 
Este Torneo albergará 4 equipos de los cuales España es anfitriona. Tendrán presencia los equipo de España, Argentina, Japón y Polonia. Los encuentros serán retransmitidos por Teledeporte HD.

## Enfrentamientos

### Viernes 25 de noviembre
Polonia -  Japón (18:30 horas)
 España -  Argentina (20:30 horas)                   

### Sábado 26 de noviembre
Argentina- Polonia (18:15 horas)
 España-  Japón ( 20:15 horas)   

### Domingo 27 de noviembre
Japón -  Argentina (10:30 horas)
 España -  Polonia (12:30 horas)
- Datos: Q30915917